# Booneville (Kentucky)
Booneville es una ciudad ubicada en el condado de Owsley, Kentucky, Estados Unidos. Tiene una población estimada, a mediados de 2021, de 157 habitantes.
Es la sede del condado.

## Geografía
La localidad está ubicada en las coordenadas 37°28′24″N 83°40′58″O / 37.47333, -83.68278 (37.473465, -83.682773). Según la Oficina del Censo de los Estados Unidos, tiene una superficie total de 3.85 km², de la cual 3.77 km² corresponden a tierra firme y 0.08 km² están cubiertos de agua.

## Demografía
Según el censo de 2020, en ese momento había 168 personas residiendo en la localidad. La densidad de población era de 44.56 hab./km². El 92.9% de los habitantes eran blancos, el 0.6% era afroamericano, el 0.6% era asiático, el 0.6% era isleño del Pacífico, el 0.6% era de otra raza y el 4.8% eran de una mezcla de razas. Del total de la población, el 4.2% eran hispanos o latinos de cualquier raza.